# 이봉락
이봉락(李鳳樂, 1951년 8월 30일~)은 대한민국의 정치인이다. 1996년 8월 8일 신한국당에 첫 입당한 그는, 전직 인천 3선 남구의원(2018년 5월 2일 사퇴)을 역임하였으며, 현재 초선 인천광역시의원(2022년 7월~ )을 지내고 있다.

## 학력
- 경북대구남산국교(지금의 대구남산초등학교) 졸업(1964년 2월)
- 청구중학교 졸업(1967년 2월)
- 영남고등학교 졸업(1970년 2월)
- 인천공업전문학교 기계학과 전문학사(1976년 2월)
- 인천대학교 경영학과 학사(1986년 2월)
- 연세대학교 대학원 행정학과 행정학 석사 수료(1995년 8월)
- 인천대학교 대학원 기계공학과 공학 석사 수료(2006년 2월)

## 경력
- 인천 남구 용현3동 주민자치위원회 부위원장
- 인천 남구 용현3동 주민자치위원장
- 신한국당 부대변인
- 1997년 당시 제15대 국회의원 이강희 의원실 입법 비서관(1997년 3월~1998년 8월)
- 1998년 당시 제15대 국회의원 이강희 의원실 정책 비서관(1998년 8월~1999년 3월)
- 새정치국민회의 부대변인
- 새천년민주당 부대변인
- 한국방송통신대학교 행정학과 객원교수(2001년 8월~2002년 2월)
- 한나라당 입당(2005년 12월 8일)
- 한나라당 부대변인(2005년 12월~2012년)
- 2006.07 ~ 2010.06: 제5대 인천광역시 남구의회 의원
- 2010.07 ~ 2014.06: 제6대 인천광역시 남구의회 의원
- 새누리당 부대변인(2012년~2017년)
- 2014.07 ~ 2018.05: 제7대 인천광역시 남구의회 의원
- 자유한국당 부대변인(2017년~2020년)
- 2018년 5월 2일 인천 남구의회 3선 구의원 사퇴.
- 미래통합당 부대변인(2020년)
- 국민의힘 부대변인(2020년)
- 2022.07 ~ : 제9대 인천광역시의회 의원
  - 2022.07 ~ 2024.02: 제9대 인천광역시의회 전반기 부의장
  - 2022.07 ~ : 제9대 인천광역시의회 전·후반기 교육위원회 위원
  - 2022.07 ~ 2023.07: 제9대 인천광역시의회 전반기 윤리특별위원회 위원
  - 2024.02 ~ 2024.06: 제9대 인천광역시의회 전반기 의장
- 2024.02 ~ 2024.06: 제18대 대한민국시도의회의장협의회 부회장
- 2024.03 ~ 2024.04: 제22대 국회의원선거 국민의힘 인천선거대책위원회 조직본부장
- 2024.06 ~ 2024.06: 국민의힘 인천광역시의회 원내대표 선출을 위한 선거관리위원회 위원장

## 역대 선거 결과
|  | 22.57% |

|  | 34.88% |

|  | 16.15% |

|  | 38.75% |

|  | 55.98% |